# Esquema unifilar

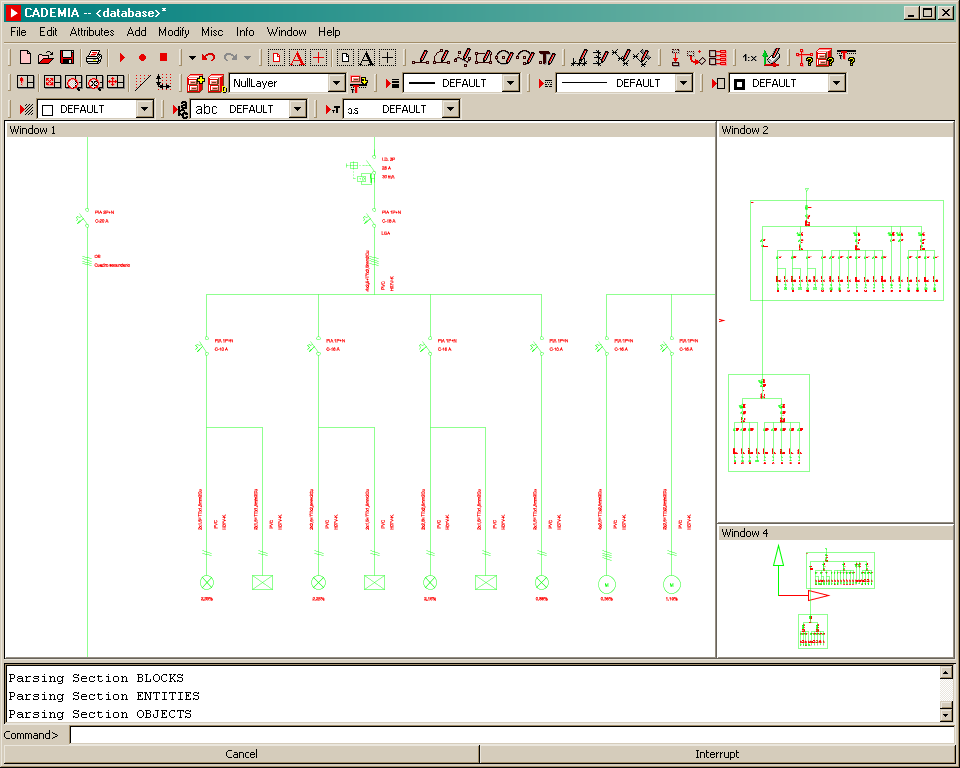
Esquema unifilar en CADEMIA

En un sistema (una instalación eléctrica o hidrológica, por ejemplo), un esquema unifilar o diagrama unifilar es una representación gráfica simplificada de flujos y/o relaciones entre los elementos de ese sistema.

## Elementos típicos en un esquema unifilar
La siguiente es una relación no exhaustiva de elementos gráficos que se suelen encontrar en un esquema unifilar.

### Hidrología e hidrografía
Se utiliza en la hidrología e hidrografía para la representación de flujos de agua, ya sea terrestre (hidrografía) o en el medio ambiente (hidrología).

### Instalación eléctrica
El esquema unifilar de una instalación eléctrica se distingue de otros tipos de esquemas eléctricos en que el conjunto de conductores de un circuito se representa mediante una única línea, independientemente de la cantidad de dichos conductores. Generalmente, el esquema unifilar tiene una estructura de árbol, aunque únicamente.

#### Cuadros eléctricos
Todos los componentes que se encuentran en el interior de un mismo cuadro eléctrico se representan en el interior de un polígono (probablemente un rectángulo). Este polígono representa al cuadro eléctrico y se suele dibujar con una línea discontinua. Además, es conveniente que una etiqueta identifique a qué cuadro hace referencia cada polígono por medio de un rótulo técnico en el margen inferior derecho.

#### Circuito eléctrico
Un circuito es una rama del esquema unifilar con dos extremos. El extremo superior puede ser el inicio del esquema unifilar o estar conectado a otro circuito aguas arriba. El extremo inferior puede estar conectado a uno o más circuitos, o a un receptor.

#### Número y características de los conductores
El número de conductores de un circuito se representa mediante unos trazos oblicuos, y paralelos entre sí, que se dibujan sobre la línea. Solamente se representan los conductores activos (no el de tierra), por lo que es habitual encontrar dos, tres o cuatro trazos, para circuitos monofásicos, trifásicos sin neutro y trifásicos con neutro, respectivamente.
Junto a cada rama se indican las características del conductor, como número de conductores, sección, material, aislamiento, canalización, etcétera.

#### Aparamenta de protección o maniobra
En algunas ramas del esquema unifilar es posible encontrar aparamenta de protección o de maniobra como, por ejemplo, interruptores diferenciales, 
magnetotérmicos o relés.
También es usado para prácticas o instalaciones sobre planos.

#### Receptores
Las ramas inferiores del esquema unifilar alimentan a receptores eléctricos, tales como lámparas, tomas de corriente, motores, etcétera.[cita requerida]
Cada grupo de receptores iguales en un mismo circuito se representa mediante un único símbolo.[cita requerida]
Debajo del símbolo del receptor se indican algunos datos de interés, como la designación del receptor, la cantidad, la potencia de cálculo de la línea, la longitud máxima o la caída de tensión en el punto más alejado de la línea.[cita requerida]
Puede darse el caso de que uno o varios receptores sean otro cuadro eléctrico (o subcuadro) que se alimenta del cuadro anterior (o cuadro principal).[cita requerida]